# Novaci (Rumania)
Novaci es una ciudad de Rumania en el distrito de Gorj.

## Geografía
Se encuentra a una altitud de 468 m s. n. m. a 255 km de la capital, Bucarest.

## Demografía
Según estimación 2012 contaba con una población de 6 165 habitantes.
| 1948 | 1956 | 1966 | 1977  | 1992  | 2002  | 2012  |
| s/d  | s/d  | s/d  | 6 464 | 6 427 | 6 105 | 6 165 |